# Roca Roja (Gósol)
La Roca Roja és una serra situada al municipi de Gósol a la comarca del Berguedà, amb una elevació màxima de 1.818 metres.